# Ventilation
 Der er for få eller ingen kildehenvisninger i denne artikel, hvilket er et problem. Du kan hjælpe ved at angive troværdige kilder til de påstande, som fremføres i artiklen.

Ventilation er flytning af luft udefra en bygning til indenfor, eller luft indefra og ud, hvormed i begge tilfælde den indendørs luft erstattes af ny. Flytning af luft mellem indendørs rum, kaldes luftoverførsel.

## Naturlig ventilation kontra mekanisk ventilation
Ventilation kan enten foregå naturligt eller mekanisk. I modsætning til mekanisk ventilation via elektrisk drevne ventilatorer, foregår naturlig ventilation via vindens kraft og via den naturlige opdrft af varme luftmasser. 
Naturlig ventilation udnyttes traditionelt ved brug af skorstene og ventilationskanaler i selve bygningskroppen, eller via ventilationsklapper og vinduesåbninger i bygningers tag eller facader. På den måde kan den "brugte" luft strømme ud af bygninger af sig selv. 

### Naturlig ventilation
Begrebet naturlig ventilation har siden 1980'erne fået en ny betydning, og forbindes i dag oftest med ny grøn teknologi i kontor- og institutionsbygninger, som kan skaffe et godt indeklima uden at benytte traditionelle energikrævende ventilationsanlæg:
Naturlig ventilation fungerer ved at regulere åbningen af vinduerne i en bygning baseret på input fra sensorer, der måler luftkvaliteten i bygningen målt ved temperatur og CO2 niveauer; i relation til udendørs faktorer som temperatur, vindretning og vindstyrke. 

#### Naturlig ventilation i Danmark
Danmark er førende indenfor udbredelsen af naturlig ventilation, hvor specielle kompetencer er udviklet i samarbejde mellem universiteter og private virksomheder. 
Der er i dag en række bygninger med naturlig ventilation, for eksempel IT-Universitetet, DR-byen, NCCs hovedsæde, Brædstrup Rådhus, Hundige Lilleskole, Holsted Kirke ved Næstved samt en række andre skoler, institutioner og kontorbygninger landet over. 

#### Naturlig ventilation i resten af verden
Teknologien er i disse år, 2007, ved at vinde indpas i Norden og i Storbritannien, som standarden for ventilation.

## Røg- og brandventilation
Et specielt eksempel er røg- og brandventilation: Motorer eller mekanismer åbner automatisk lemme eller vinduer, så varm luft og specielt giftige/eksplosive røggasser i tilfælde af brand kan slippe ud af bygningen via de naturlige drivkræfter.